# Ginestar
Ginestar település Spanyolországban, Tarragona tartományban. Ginestar Benissanet, Tivissa, Rasquera és Miravet községekkel határos. Lakosainak száma 794 fő (2024).

## Népesség
A település népessége az elmúlt években az alábbi módon változott:
| Lakosok száma | 210  | 1715 | 1426 | 1253 | 941  | 950  | 1022 | 819  | 753  | 794  |
|               | 1717 | 1900 | 1940 | 1960 | 1986 | 2005 | 2010 | 2014 | 2019 | 2024 |